# Erwin Keller
Erwin Keller (ur. 8 kwietnia 1905 w Concepción, zm. 31 lipca 1971 w Berlinie Zachodnim) – niemiecki hokeista na trawie, srebrny medalista olimpijski z Berlina.
Zapoczątkował rodzinną dynastię o wielkich tradycjach w hokeju na trawie. Był ojcem Carstena Kellera (mistrza olimpijskiego z Monachium), a jego wnukami są Andreas (mistrz olimpijski z Barcelony), Florian (mistrz olimpijski z Pekinu) i Natascha (mistrzyni z Aten).